# Алюминийпалладий
Алюмѝнийпалла́дий — бинарное неорганическое соединение, интерметаллид
палладия и алюминия
с формулой PdAl,
кристаллы.

## Получение
- Сплавление стехиометрических количеств чистых веществ:

{\displaystyle {\mathsf {Pd+Al\ {\xrightarrow {1645^{o}C}}\ PdAl}}}

## Физические свойства
Алюминийпалладий образует кристаллы нескольких модификаций:
- высокотемпературная фаза, кубическая сингония, пространственная группа P m3m, параметры ячейки a = 0,3036 нм, Z = 1, структура типа CsCl[3], существует в интервале температур 850—1645 °C;

- низкотемпературная фаза, тригональная сингония, пространственная группа R 3, параметры ячейки a = 1,5659 нм, c = 0,5251 нм (по другим данным, гексагональная сингония, параметры ячейки a = 0,3951 нм, c = 0,5603 нм), существует при температуре ниже 850 °C;

- фаза с избытком алюминия до 50,7 ат.%, кубическая сингония, пространственная группа P 213, параметры ячейки a = 0,4862 нм, Z = 4, структура типа FeSi, существует при температуре ниже ≈760 °C.

Соединение конгруэнтно плавится при температуре 1645 °C.